# سان ميان (ألافا)
بلدية سان ميان (بالإسبانية: San Millán) هي بلدية تقع في مقاطعة ألافا التابعة لإقليم الباسك شمال إسبانيا.

## الديموغرافيا
يبلغ عدد سكان بلدية سان ميان 725 نسمة عام 2011 (وفقاً للمعهد الوطني للإحصاء الإسباني).
| 691 | 681 | 696 | 721 | 744 | 711 | 725 |